# Gheorghe Tohăneanu (gimnast)
Gheorghe Tohăneanu (n. 1 iunie 1936, Întorsura Buzăului, România) este un fost gimnast român. A concurat în opt probe⁠(d) la Jocurile Olimpice de vară din 1964.
A fost membru al clubului sportiv „Dinamo București” al Ministerului Afacerilor Interne și a avut gradul de locotenent major (în 1968).

## Distincții
- Medalia „Meritul Sportiv” clasa I (8 mai 1968) „pentru contribuția deosebită adusă la dezvoltarea mișcării de cultură fizică și sport și pentru merite deosebite în activitatea sportivă de performanță, cu prilejul împlinirii a 20 de ani de la înființarea Clubului sportiv «Dinamo»-București al Ministerului Afacerilor Interne”[2]